# 八千代市立萱田中学校
八千代市立萱田中学校（やちよしりつ かやだちゅうがっこう）は、千葉県八千代市にある公立中学校。1991年（平成3年）創立。

## 校長
- 初代: 篠田一郎（1991年4月 - 1993年3月）
- 2代目: 能勢昌一（1993年4月 - 1996年3月）
- 3代目: 水野文雄（1996年4月 - 2000年3月）
- 4代目: 大石忠弘（2000年4月 - 2002年3月）
- 5代目: 薬師寺修（2002年4月 - 2004年3月）
- 6代目: 宮原英二（2004年4月 - 2007年3月）
- 7代目: 豊田正昭（2007年4月 - 2010年3月）
- 8代目: 三間芳弘（2010年4月 -2013年3月）
- 9代目:今村孝明（2013年4月‐2016年３月）
- 10代目:嶺岸秀一（2016年4月‐2018年3月)

## 校歌
- 「萱田中学校校歌」
  - 作詞: 荒井輝男・水野文雄（3代目校長）
  - 作曲: 神津善行

## 研究主題
- 生徒一人一人の意欲を引き出す「個に応じた指導法」の工夫改善

## その他
- 創立当初は校則が定められておらず、「校則は無いが常識はある」を萱田中学校のテーマとしていた。しかし2008年（平成20年）から校則が定められ、このテーマも使われなくなった。
- 現在、スローガンは、「君のチカラを信じてる!」である。
- 1998年（平成10年）、新校舎が増築された。
- 2013年（平成25年）、生徒数増加に伴い新校舎が増設された。